# Marionnet
Marionnet – wirtualne laboratorium sieci; umożliwia użytkownikom konfigurowanie i uruchamianie złożonych sieci komputerowych bez potrzeby fizycznego podłączania okablowania.
Wymaga zainstalowania na jednej maszynie, na której następnie odbywa się symulacja całej sieci Ethernet włączając komputery, trasowniki, przełączniki i okablowanie. Jest również możliwe włączenie wirtualnej sieci do zewnętrznej fizycznej sieci.

## Zastosowania
Głównym celem Marionnet jest dydaktyka sieci komputerowych w laboratoriach uniwersyteckich. System jest wykorzystywany na uniwersytetach we Francji.
Jest bardzo łatwy w konfiguracji, szybki nawet przy skomplikowanych konfiguracjach. Posiada możliwość cofnięcia zmian w systemie plików maszyn wirtualnych.

## Technologie bazowe
Emulacja maszyn gości odbywa się w technologii User-mode Linux, która pozwala na uruchamianie wielu jąder w przestrzeni użytkownika jako zwykłych procesów.
Za łączenie maszyn UML w wirtualną sieć jest odpowiedzialny projekt Virtual Distributed Ethernet. Jego celem jest naśladowanie urządzeń typu kabel, switch, pozwalając również na symulowanie zakłóceń w łączach LAN/WAN.
Marionnet jest przykładem kompleksowej aplikacji napisanej w funkcjonalnym języku, za pomocą stosunkowo zaawansowanych technik programowania [6] .